# 法納斯
法納斯是瑞士的城鎮，位於該國東部，由格勞賓登州負責管轄，面積21.84平方公里，海拔高度907米，2010年人口401，約八成居民信奉基督教，人口密度每平方公里18人。

## 外部連結
- Official Web site （页面存档备份，存于） （德文）